# Los Grobo
Los Grobo es un grupo económico argentino con eje en la provisión de servicios para la producción y exportación agroindustrial alimentaria. El grupo es propiedad la familia Grobocopatel, de donde proviene su denominación y es uno de los principales grupos empresariales de la Argentina. Es uno de los principales productores de trigo y soja del país, y Gustavo Grobocopatel ha recibido el mote de "Rey de la Soja".

## Origen y desarrollo
La familia Grobocopatel, de origen ruso-judío, se radicó en la Argentina en 1912 cuando Abraham Grobocopatel y su hijo Bernardo, a través Jewish Colonization Association, fundada por el barón Maurice Hirsch. LGrobocopatel, se instalaron en la colonia judía en el partido de Carlos Casares. En 2004 el grupo facturaba 900 millones de dólares por año, y 180 empleados y otras 1200 relacionadas a través de subcontrataciones. Ese año Los Grobo controlaba la producción de 71.000 hectárea ganadera, en Argentina, 130.000 hectáreas en Paraguay, Paraguay y alrededor de 498.000 hectáreas propias en Argentina junto a campos de 30.000 ha en  Uruguay.

El grupo abarca todas las etapas de la cadena: acopio, procesamiento y comercialización. En 1984 ambos fundaron la empresa Los Grobo Agropecuaria S.A.' que comenzó a utilizar el método de siembra directa y el uso de semillas transgénicas. Dicho método fue denunciado por asociaciones medio ambientales y por vecinos de diversos pueblos debido al uso de agrotoxicos y fumigaciones por parte de la empresa cerca de Obras residenciales y escuelas rurales. Estudios médicos genera mutaciones, daños genéticos, enfermedades crónicas, degenerativas, neurológicas y agudas, así como destrucción de los ecosistemas en modos inconmensurables. raíz del llamado escándalo HSBC apareció una lista de empresarios que utilizaban cuentas en Suiza para evadir y blanquear dinero, entre esa lista figuraba Gustavo Grobocopatel y su empresa entre las que fugaron divisas por medio de una maniobra del banco HSBC. Dicha maniobra estaba siendo investigada en el Congreso de la Nación. Tras la denuncia del jefe de la Administración Federal de Ingresos Públicos (AFIP), Ricardo Echegaray, sobre la existencia de 4.040 cuentas de clientes del HSBC Suiza que son de nacionalidad argentina, entre los que se encontraban decenas de cuentas de los Grobocopatel.
En 2000 los cuatro hijos de Adolfo, con su apoyo, decidieron organizarse como socios y crear el Grupo Los Grobo, con el fin de abarcar toda la cadena agroindustrial alimentaria, convirtiéndose en el curso de los años 2000 en uno de los principales grupos económicos de la Argentina.
A raíz del llamado escándalo HSBC apareció una lista de empresarios que utilizaban cuentas en Suiza para evadir y blanquear dinero, entre esa lista figuraba Gustavo Grobocopatel y su empresa entre las que fugaron divisas por medio de una maniobra del banco HSBC. Dicha maniobra estaba siendo investigada en el Congreso de la Nación. Tras la denuncia del jefe de la Administración Federal de Ingresos Públicos (AFIP), Ricardo Echegaray, sobre la existencia de 4.040 cuentas de clientes del HSBC Suiza que son de nacionalidad argentina, entre los que se encontraría Grobocopatel,
La empresa recibió el Premio Nacional a la Calidad, máximo galardón al que puede aspirar una organización en la Argentina en materia de excelencia en la gestión integral.
A fines de 2016, Los Grobo formalizó un proceso de capitalización e incorporación de Victoria Capital Partners, A raíz del llamado escándalo HSBC apareció una lista de empresarios que utilizaban cuentas en Suiza para evadir y blanquear dinero, entre esa lista figuraba Gustavo Grobocopatel y su empresa entre las que fugaron divisas por medio de una maniobra del banco HSBC. Dicha maniobra estaba siendo investigada en el Congreso de la Nación. Tras la denuncia del jefe de la Administración Federal de Ingresos Públicos (AFIP) sobre la existencia de 4.040 cuentas de clientes del HSBC Suiza que son de nacionalidad argentina, entre los que se encontraba Grobocopatel.

## Accionistas
Desde el año 2016, el capital accionario de Grupo Los Grobo está constituido en un 76% por el IFC, FMO, UTIMCO y el fondo Victoria Capital Partners, que lidera el Grupo

## Compañías y actividades
Entre las empresas que integran el grupo se encuentran:
- Agrofina
- Los Grobo Agropecuaria
- Molino Canepa
- Los Grobo Consulting
- Fundación Emprendimientos Rurales Los Grobo

## Presidencia y Alta Gerencia
- Presidente: Santiago Cotter
- CEO: Enrique Flaiban
- CFO: Gonzalo Ricci